# フィラデルフィア連邦準備銀行
フィラデルフィア連邦準備銀行（英語: Federal Reserve Bank of Philadelphia）は、アメリカ合衆国の連邦準備銀行のひとつ。

## 概要
- 本部：Ten Independence Mall, Philadelphia, PA

連邦準備制度の第3連邦準備区を管轄している。ワシントンD.C.遷都までの首都で、かつて第一合衆国銀行、第二合衆国銀行が置かれていたペンシルベニア州のフィラデルフィアに本部がある。現在の総裁は、パトリック・ハーカー（Patrick T. Harker、第11代総裁、2015年7月1日 - ）である。

## 管轄地区
- 第3連邦準備区
  - ペンシルベニア州東部（本部所在地）
  - ニュージャージー州南部
  - デラウェア州